# من خشمگین هستم
من خشمم (به انگلیسی: I Am Wrath) یک فیلم آمریکایی اکشن و دلهره‌آور محصول سال ۲۰۱۶ به کارگردانی چاک راسل با بازی جان تراولتا ، کریستوفر ملونی، سام ترمل، آماندا شول، پاتریک سنت اسپری، ربکا د مورنی ، لوئیس داسیلوا است.

## خلاصه داستان
زنی توسط یک باند تبهکار کشته می‌شود همسرش استنلی هیل(جان تراولتا) تصمیم می‌گیرد انتقام بگیرد او تمام اعضای باند را می کشد و در نهایت متوجه می‌شود این گروه به دستور فرماندار این کار را انجام داده چون همسرش اطلاعاتی داشته که می‌توانسته به فرماندار ضربه بزند و فرماندار با این گروه معامله کرده تا آن‌ها این کار را انجام دهند .
در نهایت استنلی فرماندار را هم می کشد او که زخمی شده به بیمارستان منتقل می‌شود و در نهایت با کمک دوستش دنیس(کریستوفر ملونی) موفق به فرار می‌شود .

## نقد
نیل جنزلینگر در نیویورک تایمز نوشت: "من خشمم" فیلمی ست انتقام جویانه، فیلمی ست رفیق باز، فیلمی ست روانی و فیلمی ست با هدف افشای فساد سیاسی. اینهمه فیلم های زیادی است - ژانرهای خیلی زیاد، واقعاً زیاد. به رغم بازیگری درخشان ستاره سینما، این فیلم حق  هیچ یک از ژانرها را ادا نمی‌کند.